# 石本隆一
石本 隆一（いしもと りゅういち、1930年12月10日 - 2010年3月31日）は、日本の歌人。

## 経歴
東京市芝区白金志田町の鉄工場の家に生まれる。戦時中は茨城県樺穂村に疎開した。茨城県立真壁高等学校を卒業後、中学校助教諭を経て早稲田大学第一文学部英文科卒。専攻はイギリス演劇。在学中に香川進主宰の歌誌『地中海』に参加する。大学院進学後、早稲田大学短歌会に入会。同じく会員であった小野茂樹を『地中海』に導いた。
大学院を中退後、東京商業高等学校教諭を経て1964年に角川書店に入社。「短歌」編集部に勤務する。同年、第一歌集『木馬騎士』を刊行し、第9回現代歌人協会賞候補となる。1971年、第二歌集『星気流』で第18回日本歌人クラブ推薦歌集（後の日本歌人クラブ賞）に選ばれる。1972年、歌誌『氷原』を創刊、主宰となる。1976年に『蓖麻（ひま）の記憶』で第12回短歌研究賞受賞。1984年に角川書店を退職し、文筆専業となる。
『週刊サンケイ』・『高三コース』・『学文ライフ』・『月刊自由民主』・『自由新報』・『公明新聞日曜版』・『禅の友』などの短歌欄選者を担当した。

## 著書
- 『木馬騎士』地中海叢書 1964
- 『星気流』新星書房 地中海叢書 1970
- 『石本隆一評論集 2 (白日の軌跡)』短歌新聞社 氷原叢書 1983
- 『鼓笛 石本隆一歌集』短歌新聞社 昭和歌人集成 1985
- 『短歌実作セミナー』牧羊社 1986
- 『石本隆一評論集・1/前田夕暮・香川進』短歌新聞社、1988
- 『石本隆一評論集 3 (律の流域)』短歌新聞社 氷原叢書 1990
- 『水馬 歌集』短歌研究社 氷原叢書 1991
- 『つばさの香水瓶 歌集』短歌研究社 氷原叢書 1993
- 『石本隆一評論集 8 (碑文谷雑記)』短歌新聞社 氷原叢書 1994
- 『現代短歌集成　石本隆一』沖積舎 1996
- 『流灯 石本隆一歌集』短歌新聞社 氷原叢書 1997
- 『石本隆一評論集 7 (歌の山河・歌の隣邦)』短歌新聞社 氷原叢書 1999
- 『やじろべえ 歌集』角川書店 氷原叢書 2002
- 『石本隆一評論集 9 短歌随感』短歌新聞社 氷原叢書 2003
- 『石本隆一評論集 6 (近現代歌人偶景[3] 続)』短歌新聞社 2004
- 『木馬情景集 石本隆一歌集』短歌新聞社 新現代歌人叢書 2005
- 『いのち宥めて 石本隆一歌集』角川書店 2006
- 『赦免の渚 歌集』短歌研究社 2007
- 『石本隆一評論集 10 (短歌随感 続)』短歌新聞社 氷原叢書 2010
- 『花ひらきゆく季(とき) 石本隆一歌集』短歌研究社 2010
- 『わが命ちさく限りて 歌集』文芸社 2012
- 『石本隆一全歌集』短歌研究社 2016
- 『石本隆一評論集成』現代短歌社 2017

### 共編
- 『現代歌人250人 現代短歌のすべて』岩田正、大滝貞一、大西民子共編集 牧羊社 1983
- 『日本文芸鑑賞事典 近代名作1017選への招待』全20巻 巖谷大四、大久保典夫、岡保生、小川和佑、尾崎秀樹、河竹登志夫、北小路健、紀田順一郎、中村明、松尾靖秋、村松定孝、吉田豊共編纂 ぎょうせい 1987-88